# Мениус, Матиас
Матиас Мениус (нем. Matias Menius; 1544, Данциг — 3 июня 1601, Кёнигсберг) — немецкий математик и астроном, профессор математики Кёнигсбергского университета.

## Биография
Учился с 1558 г в Виттенбергском университете. В 1572 г. -преподаватель математики в Данцигской гимназии. С 1579 года стал профессором математики Кенигсбергского университета, с 1586 года - герцогским библиотекарем. 

## Научная деятельность
Мениус составлял календари и астрологические предсказания, был к тому же крупным астрономом. В замковом парке, на месте которого позже была площадь Парадеплац с университетом, он в 1584 году так точно определил широту Кенигсберга в 54 градуса 44 минуты, что Бесселю позднее понадобилось поправить лишь на 70 секунд. Мениус трижды избирался ректором Кёнигсберского университета (в 1587, 1593 и 1599 гг.).